# ロコッサ
ロコッサ(フランス語：Lokossa)はベナン沿岸部のモノ県の県都。
2012年の人口は約10.6万人。
「ロコッサ」は「イロコの木の下」を表す。